# قائمة مواقع التراث العالمي في أوقيانوسيا

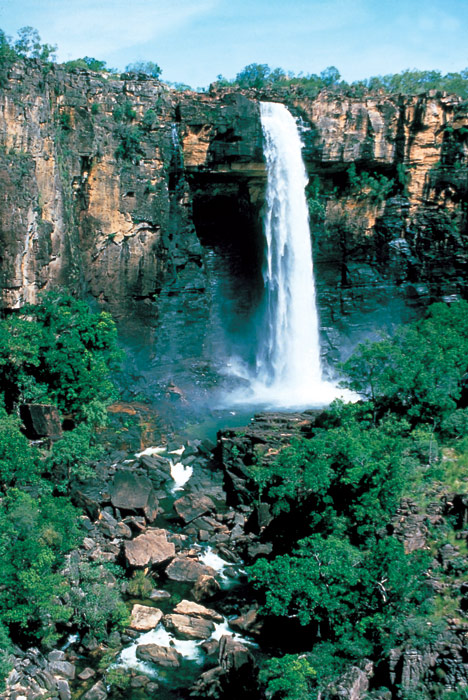
منتزه كاكادو الوطني، أحد المواقع الأولى في أوقيانوسيا التي تم تسجيلها كموقع للتراث العالمي.

موقع التراث العالمي هو موقع مدرج من قبل اليونسكو على أنه ذو قيمة ثقافية أو طبيعية بارزة للتراث المشترك للإنسانية. حددت لجنة التراث العالمي 37 موقعًا للتراث العالمي في أوقيانوسيا. موزعة على 14 دولة، مع وجود غالبية المواقع في أستراليا. كانت المواقع الثلاثة الأولى المسجلة كل من الحاجز المرجاني العظيم، ومنتزه كاكادو الوطني وبحيرات ويلاندرا [الإنجليزية]، في عام 1981 - بعد ثلاث سنوات من إنشاء القائمة.  تحتوي المنطقة على أكبر ثلاثة مواقع في العالم: المنطقة المحمية لجزر فينكس، والنصب التذكاري القومي البحري الأمريكي، والحيد المرجاني العظيم. بالإضافة إلى ذلك، تعد منطقة تسمانيا البرية واحدة من موقعين فقط يفيان بسبعة من أصل عشرة معايير لقائمة التراث العالمي (جبل تاي في الصين هو الآخر).
في كل عام، قد تقوم لجنة التراث العالمي بتسجيل مواقع جديدة في القائمة، أو إزالة المواقع التي لم تعد تفي بالمعايير. يعتمد الاختيار على عشرة معايير:
- ستة للتراث الثقافي (من الأول – السادس)؛
- أربعة للتراث الطبيعي (من السابع – العاشر).

بعض المواقع المعينة عبارة عن مواقع مختلطة، تمثل التراث الثقافي والطبيعي معا. يوجد في أوقيانوسيا:
- 11 موقعًا ثقافيًا؛
- 19 موقعًا طبيعيًا؛
- 7 مواقع مختلطة.

قد تحدد اليونسكو أيضًا أن موقعًا ما في خطر، مشيرة إلى "الظروف التي تهدد الخصائص ذاتها التي تم إدراج المواقع من أجلها في قائمة التراث العالمي". في عام 2013، أضافت اللجنة موقع رينيل الشرقية إلى قائمة التراث العالمي المعرض للخطر بسبب تهديد أنشطة قطع الأشجار للقيمة العالمية المتميزة للموقع.

## القائمة
تشمل القائمة أدناه جميع المواقع الواقعة جغرافيًا داخل أوقيانوسيا، وقد تم إنشاؤها دون الرجوع إلى الأقسام الإحصائية لليونسكو. تضم القائمة عددًا من المواقع التي تكون جزءًا من دولة تقع خارج المنطقة، ولكن الموقع نفسه يقع في أوقيانوسيا؛ وهذا يشمل مواقع تابعة لشيلي (حديقة رابا نوي الوطنية) وفرنسا (بحيرات كاليدونيا المرجانية ومنطقة تابوتابواتيا) والمملكة المتحدة (جزيرة هندرسون) والولايات المتحدة (منتزه براكين هاواي الوطني، والنصب التذكاري الوطني).
الموقع - سمي بهذا الاسم نسبة إلى التعيين الرسمي للجنة التراث العالمي.
الموقع الجغرافي - مرتبة حسب الدولة، متبوعة بالمنطقة على المستوى الإقليمي. في حالة المواقع متعددة الجنسيات أو المناطق المتعددة، يتم فرز الأسماء أبجديًا.
المعايير - كما حددتها لجنة التراث العالمي.
المساحة - بالهكتار والفدان، باستثناء أي مناطق عازلة. تعني القيمة الصفرية أنه لم يتم نشر أي بيانات من قبل اليونسكو.
السنة - تم خلالها إدراج الموقع في قائمة التراث العالمي.
الوصف - معلومات موجزة عن الموقع.
الجدول قابل للفرز حسب العمود عن طريق النقر على أيقونة  في أعلى العمود المناسب؛ أبجديًا رقميًا لأعمدة الموقع والمساحة والسنة؛ من قبل الدولة الطرف متبوعة بالمنطقة لعمود الموقع؛ وبحسب نوع المعايير متبوعًا بالبلد لعمود المعايير.
| الموقع                                 | صورة | الموقع الجغرافي                                                                                                 | معايير                                            | المساحة هكتار (فدان)               | السنة | وصف |
| -------------------------------------- | --- | --- | ------------------------------------------------- | ---------------------------------- | ----- | --- |
| مواقع سجون المنافي                     | Photo of the main penitentiary building, partially ruined and hollowed out, with thickly forested hills in background                                                   | نيوساوث ويلز جزيرة نورفولك تاسمانيا أستراليا الغربية أستراليا 33°22′42″S 150°59′40″E / 33.378333°S 150.994444°E | ثقافي (iv)، (vi)                                  | 1,503 هكتار (3,710 أكر)            | 2010  | هناك أكثر من 3000 موقع للمدانون متبقي في أستراليا، والتي أنشأتها الأساطيل البريطانية في الفترة الاستعمارية المبكرة من تاريخ أستراليا. تم اختيار أحد عشر موقعا من هذه المواقع كأبرز الأمثلة في البلاد. |
| مواقع متحجرات ثدييات أستراليا          | Upright reconstruction of a Thylacoleo skeleton inside Naracoorte Caves, its shadow cast against the cave wall                                                          | كوينزلاند جنوب أستراليا أستراليا 19°05′00″S 138°43′00″E / 19.083333°S 138.716667°E                              | طبيعي (viii)، (ix)                                | 10,300 هكتار (25,000 أكر)          | 1992  | تم إدراج مواقع ريفرسيلي وناركورتي لسجلاتهما المستحاثات الواسعة، ضمن أغنى عشرة مناطق رواسب في العالم. كلاهما يوضح المراحل الرئيسية المنفصلة في تطور الثدييات في القارة الأسترالية. قدم موقع ريفرسيلي بعضا من أقدم سجلات الثدييات من حقبة الحياة الحديثة الوسطى. تمتد الرواسب في منطقة ناركورتي، الأكبر في أستراليا، إلى العصر الحديث الأقرب بكثير والهجرات الأولى للبشر إلى أستراليا. كما يضم بعض من أفضل الأمثلة المحفوظة للحيوانات الضخمة في العصر الجليدي. |
| حلقية بيكيني                           | Black-and-white snapshot of a large atomic mushroom cloud rising from the ocean                                                                                         | سلسلة راليك جزر مارشال 11°36′00″N 165°22′50″E / 11.6°N 165.380556°E                                             | ثقافي (iv)، (vi)                                  | 0.97 هكتار (2.4 أكر)               | 2010  | أجرت الولايات المتحدة ما مجموعه 67 اختباراً للأسلحة النووية هنا بين عامي 1946 و1958، بما في ذلك تفجير أول قنبلة هيدروجينية في عام 1952. كان للاختبارات عواقب وخيمة على البيئة المحيطة وسكانها. أدت تداعيات انفجار قلعة برافو في عام 1954 إلى أهم تلوث إشعاعي في تاريخ الولايات المتحدة. يحتوي الموقع على العديد من البقايا المرئية لآثار التجارب النووية. |
| المنظر الثقافي في بودج بيم             | | فيكتوريا أستراليا 38°04′52″S 141°53′07″E / 38.0811111°S 141.8852778°E                                           | ثقافي (iii)، (v)                                  | 9,935 هكتار (24,550 أكر)           | 2019  | يقع المنظر الثقافي بودج بيم على الأراضي التقليدية لشعب غونديتجمارا، ويتكون من ثلاثة مكونات تشكل أحد أكثر أنظمة تربية الأحياء المائية شمولاً وأقدمها في العالم. ساعدت تدفقات الحمم البركانية من بركان بودج بيم [الإنجليزية] القريبة في توفير منظر طبيعي معقد من القنوات والسدود والخزانات المائية التي أصبحت قاعدة لشعب غونديتجمارا [الإنجليزية] لمدة ستة آلاف عام. يتم الحفاظ على العلاقة المستمرة على قيد الحياة من خلال أنظمة المعرفة التي يحتفظ بها النقل الشفهي والممارسة الثقافية. |
| أملاك روا ماتا                         | Covered opening to Fels Cave on Lelepa Island, where Roy Mata died in 1265                                                                                              | محافظة شيفا، فانواتو 17°37′41″S 168°10′40″E / 17.628069°S 168.177719°E                                          | ثقافي (iii)، (v)، (vi)                            | 886 هكتار (2,190 أكر)              | 2008  | يتكون من ثلاثة مواقع في جزر إيفات، وليليبا وأرتوك المرتبطة بروي ماتا [الإنجليزية]، وهو زعيم بارز حكم في القرن الثالث عشر، حيث ظلت إصلاحاته الاجتماعية المرتبطة بالمجتمع المحلي المعاصر. وتشمل المواقع مقر إقامته في مستوطنة مانجاس المهجورة، وموقع وفاته في ليليبا، وموقع دفنه في جزيرة أرتوك. |
| رينيل الشرقية                          | Man paddling a wooden dugout canoe on a flat lagoon surrounded by palm trees                                                                                            | مقاطعة رينيل وبيلونا [الإنجليزية] جزر سليمان 11°41′00″S 160°20′00″E / 11.683330°S 160.333330°E                  | طبيعي (ix)                                        | 37,000 هكتار (91,000 أكر)          | 1998  | يشمل الموقع جزيرة رينيل [الإنجليزية] هي أكبر جزيرة مرجانية مرتفعة في العالم. وهي عبارة عن غابات كثيفة وتستضيف مستويات عالية من التوطن. يحيط الجزء الجنوبي من الجزيرة المرجانية بحيرتها السابقة تي نغانو، والتي تعد الآن أكبر بحيرة في المحيط الهادئ. |
| غابات غندوانا المطيرة في أستراليا      | Thick forests covering a rocky escarpment | كوينزلاند ونيوساوث ويلز، أستراليا 28°15′S 150°03′E / 28.25°S 150.05°E                                           | طبيعي (viii)، (ix)، (x)                           | 370,000 هكتار (910,000 أكر)        | 1986  | تم إدراج هذا الموقع لأهميته الجيولوجية والحفظ. وهو يغطي عددا كبيرا من المناطق المحمية في المنطقة الأكثر اتساعا من الغابات المطيرة شبه الاستوائية في العالم. للموقع أهمية حفظ عالية للغاية، مع أكثر من 200 نوع من النباتات والحيوانات النادرة أو المهددة بالانقراض. |
| الحيد المرجاني العظيم                  | A submerged outcrop covered by a variety of corals | كوينزلاند أستراليا 18°17′10″S 147°42′00″E / 18.286111°S 147.7°E                                                 | طبيعي (vii)، (viii)، (ix)، (x)                    | 34,870,000 هكتار (86,200,000 أكر)  | 1981  | هو أكبر نظام للشعاب المرجانية في العالم، يتكون من أكثر من 2900 توع من الشعاب المرجانية الفردية. تستضيف مستوى متميزا من التنوع البيولوجي البحري وتعتبر على الأرجح أغنى منطقة في العالم من حيث التنوع الحيواني. فهي موطن لما يقرب من 400 نوع من الشعاب المرجانية، وتشكل موطنا مهما للعديد من الأنواع المهددة بالانقراض. |
| منطقة الجبال الزرقاء الكبرى            | Rugged sandstone cliff face with three large pinnacles, surrounded by a forested valley                                                                                 | نيوساوث ويلز أستراليا 33°42′S 150°00′E / 33.7°S 150°E                                                           | طبيعي (ix)، (x)                                   | 1,032,649 هكتار (2,551,730 أكر)    | 2000  | هي منطقة من الحجر الرملي والوديان. تم إدراج المنطقة التي تغطيها غابات الأوكالبت، كتمثيل للتنوع البيولوجي في أستراليا، مع إيلاء اهتمام خاص لتنوع أنواع الأوكالبت. وهي تتألف من ثماني مناطق محمية توفر موطناً للعديد من الأنواع المهددة بالانقراض. |
| منتزه براكين هاواي الوطني              | Aerial photograph of volcanic rock, with black cold lava split by a bright river of red lava                                                                            | هاواي الولايات المتحدة 19°24′03″N 155°07′25″W / 19.400833°N 155.123611°W                                        | طبيعي (viii)                                      | 92,934 هكتار (229,640 أكر)         | 1987  | تقع في جزيرة هاواي، وهي موطن لاثنين من أكثر البراكين نشاطا في العالم: كيلاويا وماونا لوا. نظرا لسهولة ملاحظة النشاط البركاني المستمر، فقد قدمت المنطقة نظرة علمية ثاقبة لعمليات النشاط البركاني، بما في ذلك تشكّل جزر هاواي. |
| جزيرة هيرد وجزر ماكدونالد              | Satellite image of a snow-covered volcanic peak, with a glacier running straight into the ocean                                                                         | جزيرة هيرد وجزر ماكدونالد أستراليا 53°06′S 73°30′E / 53.1°S 73.5°E                                              | طبيعي (viii)، (ix)                                | 37,200 هكتار (92,000 أكر)          | 1997  | هاتان الجزيرتان هما البركانان النشطان الوحيدان في منطقة ساب أنتاركتيكا، وقد تم إدراجهما لقيمتهما للبحث في علم الجليد والعمليات الجيومورفية. أكثر من ثلاثة أرباع جزيرة هيرد مغطاة بالأنهار الجليدية. بسبب بعدها، فإن النظام البيئي غير مضطرب، مع عدم وجود تاريخ من التأثير البشري الكبير أو أي نوع مستقدم. |
| جزيرة هندرسون (جزر بيتكيرن)            | Parallel view down a sandy beach backed by shrub-covered cliffs, with a large shrub in the foreground and the ocean to the right                                        | جزر بيتكيرن المملكة المتحدة 24°22′00″S 128°20′00″W / 24.366667°S 128.333333°W                                   | طبيعي (vii)، (x)                                  | 3,700 هكتار (9,100 أكر)            | 1988  | تعد هندرسون واحدة من أكثر الجزر النائية في العالم، وهي موطن لنظام بيئي لا يزعجه النشاط البشري ويستضيف العديد من الأنواع المستوطنة. تم إدراجه كقيمة هائلة للعلوم الطبيعية، مما يوفر الفرصة لدراسة ديناميات النظام البيئي المعزول. |
| متنزه كاكادو الوطني                    | Overhead view of grassy wetlands, with a river cutting through and a forested escarpment to the right                                                                   | إقليم شمالي أستراليا 12°50′00″S 132°50′00″E / 12.8333°S 132.8333°E                                              | مختلط (i)، (vi)، (vii)، (ix)، (x)                 | 1,979,766 هكتار (4,892,110 أكر)    | 1981  | تعتبر الأراضي الرطبة في كاكادو، التي تغطي أكثر من ثلث الحديقة، ذات أهمية دولية. تقدم العديد من المواقع الأثرية أدلة على استيطان المنطقة لأكثر من 40000 عام. الرسوم التوضيحية في أوبيرو بورونغويو نانغولوو معترف بها دوليا كأمثلة بارزة على فن الشعوب الأسترالية الأصلية، والتي يعود تاريخها إلى أكثر من 18000 عام. |
| جزيرة فريرز                            | A grassy hilltop overlooking a shallow sand beach, with thick forests in the background                                                                                 | كوينزلاند، أستراليا 25°13′00″S 153°08′00″E / 25.216667°S 153.133333°E                                           | طبيعي (vii)، (viii)، (ix)                         | 184,000 هكتار (450,000 أكر)        | 1992  | جزيرة فريزر هي أكبر جزيرة رملية في العالم، وتتكون من الرمال المتراكمة على مدى 750،000 سنة تقريبا. تضم أكثر من 100 بحيرة للمياه العذبة، وكثبان رملية تصل إلى 260 مترا (850 قدما) فوق مستوى سطح البحر. نظراً لوجود الجذريات الفطرية التي تتكون بشكل طبيعي في الرمال، فهي المكان الوحيد في العالم الذي تنمو فيه الغابات المطيرة الطويلة على الرمال. |
| موقع كوك الزراعي البدائي               | Satellite image of a green valley dominated by farming and agriculture                                                                                                  | مقاطعة الهضاب الغربية بابوا غينيا الجديدة 5°47′01″S 144°19′54″E / 5.783711°S 144.331722°E                       | ثقافي (iii)، (iv)                                 | 116 هكتار (290 أكر)                | 2008  | قدمت المسوحات الأثرية في مستنقع كوك أدلة على أنظمة الري والزراعة البدائية منذ حوالي 9000 عام، مما يجعلها واحدة من أقدم المواقع لتطوير الزراعة في العالم. |
| بحيرات كاليدونيا المرجانية             | Satellite image of the tip of a large island fringed by barrier reefs, with different hues of blue showing the immediate difference in water depth created by the reefs | كاليدونيا الجديدة فرنسا 20°24′43″S 164°33′59″E / 20.4119°S 164.5664°E                                           | طبيعي (vii)، (ix)، (x)                            | 1,574,300 هكتار (3,890,000 أكر)    | 2008  | يعتبر أحد أكبر ثلاثة أنظمة للشعاب المرجانية في العالم، ويضم بحيرة تبلغ مساحتها 24000 كيلومتر مربع (9300 ميل²). كثافة هياكل الشعاب المرجانية هنا هي الأكثر تنوعا في العالم. وهي تستضيف تنوعا كبيرا من الأنواع ذات المستوى العالي من التوطن، كما أنها موطن مهم للأطوم والسلاحف البحرية المهددة بالانقراض. |
| مركز ليفوكا التاريخي                   | | القسم الشرقي فيجي 17°41′00″S 178°50′04″E / 17.683378°S 178.834533°E                                             | ثقافي (ii)، (iv)                                  | 70 هكتار (170 أكر)                 | 2013  | كانت بلدة ليفوكا، على شاطئ أوفالاو [الإنجليزية] الشرقي، أول موقع للاستيطان الأوروبي في فيجي، لتصبح العاصمة الاستعمارية البريطانية فيجي في عام 1874. المباني العديدة والمحفوظة جيدا في تلك الحقبة، تجعلها مثالا ممتازا على ميناء استعماري تم تطويره خلال أواخر القرن التاسع عشر في جنوب المحيط الهادئ. |
| جزيرة لورد هاو                         | View overlooking a sheltered shallow bay, with a reef extending out to two bald peaks in the background                                                                 | نيوساوث ويلز، أستراليا 31°33′56″S 159°05′18″E / 31.565556°S 159.088333°E                                        | طبيعي (vii)، (x)                                  | 1,540 هكتار (3,800 أكر)            | 1982  | هذه الجزيرة هي بقايا متآكلة لبركان درعي عمره سبعة ملايين سنة، وهو نتاج الانفجارات التي استمرت لنحو نصف مليون سنة. فهي موطن للعديد من الأنواع المستوطنة، ومستعمرات كبيرة لتكاثر الطيور البحرية، والشعاب المرجانية في أقصى جنوب العالم. |
| جزيرة ماكواري                          | Large rookery of king penguins, both adult and young, on a pebbled beach, with grassy hills in background                                                               | تاسمانيا أستراليا 54°35′41″S 158°53′44″E / 54.594722°S 158.895556°E                                             | طبيعي (vii)، (viii)                               | 540,000 هكتار (1,300,000 أكر)      | 1997  | تقع الجزيرة على جزء من قمة ماكواري، وهي المكان الوحيد على وجه الأرض الذي يعرض فيه الوشاح فوق مستوى سطح البحر. يحوي الموقع أدلة على ظاهرة تمدد قاع البحر. تم إدراجه لقيمته الجيولوجية الفريدة. |
| نان مادول                              | The ruins of Nan Madol on the island of Pohnpei | بونبي ولايات ميكرونيزيا الموحدة 6°50′23″N 158°19′51″E / 6.83972222°N 158.33083333°E                             | ثقافي (i)، (iii)، (iv)، (vi)                      | 76.7 هكتار (190 أكر)               | 2016  | نان مادول هي سلسلة من أكثر من 100 جزيرة قبالة الساحل الجنوبي الشرقي لمنطقة بونبي تم بناؤها بجدران من البازلت والصخور المرجانية. تؤوي هذه الجزر بقايا القصور الحجرية والمعابد والمقابر والمجالات السكنية التي بنيت بين عامي 1200 و1500 م. تمثل هذه الآثار المركز الاحتفالي لسلالة سودلور، وهي فترة نابضة بالحياة في ثقافة جزر المحيط الهادئ. يشهد الحجم الهائل للصروح وتطورها التقني وتركيز الهياكل الصخرية على الممارسات الاجتماعية والدينية المعقدة لمجتمعات الجزيرة في تلك الفترة. كما تم إدراج الموقع في قائمة التراث العالمي المعرض للخطر بسبب التهديدات، ولا سيما طمي المجاري المائية التي تساهم في النمو غير المقيد لأشجار المانغروف وتقوض الصروح القائمة. |
| جزر نيوزيلندا شبه القطبية الجنوبية     | An albatross, white with grey wings and long yellow beak, nesting amid grass                                                                                            | جزر نيوزيلندا النائية نيوزيلندا 50°45′00″S 166°06′16″E / 50.75°S 166.104444°E                                   | طبيعي (ix)، (x)                                   | 76,458 هكتار (188,930 أكر)         | 1998  | تضم جزر المتناظرة وجزر أوكلاند وجزر باونتي وجزر كامبل وجزر سنار. تشتهر الجزر بتنوع وكثافة الحياة البرية، مع مستويات عالية من التوطن. إنها أرض خصبة لمجموعة من الأنواع، وتستضيف مستعمرات تكاثر ضخمة من الطيور البحرية والبطاريق وأسود البحر. |
| ساحل نيغالو                            | Side-on view of a spotted whale shark in cloudy blue water | أستراليا الغربية أستراليا 22°33′45″S 113°48′37″E / 22.562500°S 113.810278°E                                     | طبيعي (vii)، (x)                                  | 705,015 هكتار (1,742,130 أكر)      | 2011  | تشتهر بتنوعها البيولوجي البحري الاستثنائي، بما في ذلك أكثر من 700 نوع من الأسماك ووفرة السلاحف البحرية المهددة بالانقراض. تستضيف أكبر التجمعات الموسمية المعروفة لأسماك القرش الحوتي وهي جزء من طرق الهجرة السنوية للدلافين والأطوم وأسماك شيطان البحر وجمل البحر. |
| النصب التذكاري القومي البحري الأمريكي  | Red pencil urchin submerged in shallow, glassy water, on a bed of coral                                                                                                 | هاواي الولايات المتحدة 25°21′N 170°9′W / 25.350°N 170.150°W                                                     | مختلط: (iii)، (vi) (viii)، (ix)، (x)              | 36,207,499 هكتار (89,470,680 أكر)  | 2010  | تشكلت هذه السلسلة من الجزر نتيجة للبراكين الساخنة. وهو يدعم ما يقرب من 7000 نوع بحري، ربعها مستوطن، وهو بالغ الأهمية لبقاء العديد من الأنواع المهددة بالانقراض. الجزر ذات أهمية روحية للعديد من سكان هاواي الأصليين، حيث ترتبط بمفهوم القرابة بين الإنسان والطبيعة. تحتوي اثنتان من الجزر على أضرحة هياو المحفوظة جيدا. |
| المنطقة المحمية لجزر فينكس             | Bed of colourful assorted corals, with view looking up to the surface scattered with fish                                                                               | جزر فينيكس كيريباتي 3°38′59″S 172°51′27″W / 3.649722°S 172.8575°W                                               | طبيعي (vii)، (ix)                                 | 40,825,000 هكتار (100,880,000 أكر) | 2010  | تشمل هذه المحمية جزر فينيكس ذات الكثافة السكانية المنخفضة وغير المضيافة، وتحمي واحدة من أكبر البراري المحيطية في العالم. وهي تغطي مجموعة متنوعة من الموائل البحرية، وتشكل أرضا خصبة رئيسية على طرق هجرة العديد من الأنواع والطيور البحرية. ويعتبر الموقع ذا أهمية حيوية في تقييم تبعات الاحتباس الحراري على ارتفاع منسوب البحار وصحة الشعاب المرجانية. |
| منتزه بورنولولو الوطني                 | Large red sandstone rock formation surrounded by shrubbery and open plains                                                                                              | أستراليا الغربية أستراليا 17°30′S 128°30′E / 17.5°S 128.5°E                                                     | طبيعي (vii)، (viii)                               | 239,723 هكتار (592,370 أكر)        | 2003  | سلسلة بانغل بانغل هي هضبة ديفونية تآكلت بشدة إلى منظر طبيعي مثير لأبراج الحجر الرملي المخروطية. إنها واحدة من أكبر شبكة من تشكيلات الحجر الرملي الكارستية في العالم، وأجزاء منها مقدسة لشعب كيجا الأصلي. |
| حديقة رابا نوي الوطنية                 | Row of six large stone statues with elongated heads on a grassy slope                                                                                                   | جزيرة القيامة تشيلي 27°07′00″S 109°22′00″W / 27.116667°S 109.366667°W                                           | ثقافي (i)، (iii)، (v)                             | 7,130 هكتار (17,600 أكر)           | 1995  | تغطي هذه الحديقة ما يقرب من نصف جزيرة إيستر، وتعرض المشهد الثقافي الفريد الذي أنتجته حضارة رابانوي المعزولة. أكثر معالمه شهرة هي تماثيل مواي المميزة والأضرحة الاحتفالية (أهو). تم إدراجها في القائمة باعتبارها ’'ظاهرة ثقافية ملحوظة’'. |
| الجزر الصخرية (بالاو)                  | Aerial view of Jellyfish Lake | ولاية كورور بالاو 7°14′49″N 134°21′09″E / 7.246925°N 134.3525°E                                                 | مختلط (iii)، (v)، (vii)، (ix)، (x)                | 100,200 هكتار (248,000 أكر)        | 2012  | تغطي الجزر الصخرية الجنوبية مساحة 100200 هكتار ويبلغ عددها 445 جزيرة من الحجر الجيري غير المأهولة من أصل بركاني. يعرض العديد منها أشكالا فريدة تشبه الفطر في البحيرات الفيروزية المحاطة بالشعاب المرجانية. يضم الموقع أكثر من 385 نوعا من الشعاب المرجانية وأنواعا مختلفة من الموائل. يضم الموقع أعلى تركيز للبحيرات البحرية في العالم، ومسطحات معزولة من مياه البحر مفصولة عن المحيط بحواجز برية. |
| مبنى المعرض الملكي وحدائق كارلتون      | Large cream-coloured building with central dome and grand arched entrance, fronted by flowered gardens and a tiered fountain                                            | فيكتوريا أستراليا 37°48′22″S 144°58′13″E / 37.806111°S 144.970278°E                                             | ثقافي (ii)                                        | 26 هكتار (64 أكر)                  | 2004  | تم تصميمه لاستضافة المعرض العالمي في عام 1880، وهو واحد من آخر مباني المعارض في العالم من القرن التاسع عشر، ويجمع بين العديد من الأساليب المعمارية. الحدائق المجاورة هي مثال بارز على تصميم المناظر الطبيعية في العصر الفيكتوري. |
| خليج أسماك القرش (شارك باي)            | Scattered small black mounds growing in an area of shallows by the sea                                                                                                  | أستراليا الغربية أستراليا 25°29′10″S 113°26′10″E / 25.486111°S 113.436111°E                                     | طبيعي (vii)، (viii)، (ix)، (x)                    | 2,197,300 هكتار (5,430,000 أكر)    | 1991  | مع أكبر وأغنى منطقة من مروج الأعشاب البحرية في العالم، يعد هذا الموقع موطنا مهما للحيوانات الأطوم المهددة بالانقراض، حيث يستضيف حوالي 12٪ من نسبتها في العالم. تحتوي بركة هاملين على مستعمرة ستروماتوليت الحية الأكثر تنوعا ووفرة في العالم، مما يوفر بعضا من أقدم سجلات الحياة على الأرض. |
| دار أوبرا سيدني                        | Beige and white building with seven peaked rooves, sitting on a promontory surrounded by water                                                                          | نيوساوث ويلز، أستراليا 33°51′24″S 151°12′55″E / 33.856667°S 151.215278°E                                        | ثقافي (i)                                         | 5.80 هكتار (14.3 أكر)              | 2007  | تم افتتاح مجمع الفنون المسرحية هذا في عام 1973، وهو معلم بارز في ميناء سيدني المشهور بهندسته المعمارية المبتكرة. التصميم هو مثال على الأسلوب التعبيري وكان له تأثير دائم على الهندسة المعمارية. |
| تابوتابواتيا                           | Weathered grey stone bust with a palm frond crown. Grey rocks with white and in between them in the background.                                                         | راياتيا فرنسا 16°50′29.04″S 151°22′20.56″W / 16.8414000°S 151.3723778°W                                         | ثقافي (iii)(iv)(vi)                               | 2,124 هكتار (5,250 أكر)            | 2017  | تضم المنطقة إثتين من الوديان الحرجية وجزء من البحيرة والشعاب المرجانية وشريط من المحيط المفتوح. يقع مجمع تابوتابواتيا ماراي في وسط الموقع، وهو مركز سياسي واحتفالي وجنائزي. تابوتابواتيا هي شهادة استثنائية على 1000 عام من حضارة شعب ماوهي. |
| تسمانيا البرية                         | Scruffy, rocky ridge overlooking a hill covered in golden-coloured grass and shrubbery                                                                                  | تاسمانيا، أستراليا 41°35′00″S 145°25′00″E / 41.583333°S 145.416667°E                                            | مختلط (iii)، (iv)، (vi)، (vii)، (viii)، (ix)، (x) | 1,407,513 هكتار (3,478,040 أكر)    | 1982  | تغطي هذه المنطقة ما يقرب من 20٪ من تسمانيا، وتشكل واحدة من آخر الامتدادات البرية المعتدلة في العالم. تهيمن عليها منطقة جنوب غرب البرية النائية والتي يتعذر الوصول إليها. كشفت الحفريات في المنطقة عن أدلة على أن وجود السكان الأصليين في المنطقة يعود تاريخه إلى ما لا يقل عن 20000 عام. |
| تاي واهيبونامو                         | Rocky mountain covered in forest, with part of a tree in the foreground infringing the view                                                                             | الجزيرة الجنوبية، نيوزيلندا 45°02′10″S 167°19′11″E / 45.036028°S 167.319611°E                                   | طبيعي (vii)، (viii)، (ix)، (x)                    | 2,600,000 هكتار (6,400,000 أكر)    | 1990  | منظر طبيعي جبلي من التلال والمضايق التي تشكلت قبل آلاف السنين من الحث الجليدي. تضم المنطقة العديد من المتنزهات الوطنية وهي أكثر البرية نقاء في نيوزيلندا. يستضيف أفضل رسم توضيحي للحياة البرية القديمة في غندوانا، والكثير منها نادر وفريد من نوعه في المنطقة. |
| منتزه تونغاريرو الوطني                 | Frozen lake in the cradle of a snow-capped mountain with jagged rocky peaks                                                                                             | منطقة روابيهو نيوزيلندا 39°17′27″S 175°33′44″E / 39.290833°S 175.562222°E                                       | مختلط (vi)، (vii)، (viii)                         | 79,596 هكتار (196,690 أكر)         | 1990  | مدرج لأهميته الجيولوجية والثقافية البارزة. يحتوي على مجموعة متنوعة من التشكيلات البركانية. العديد من قممه مقدسة لسكان الماوري، حيث يربط نظام معتقداتهم التقليدي الجبال بأسلافهم القدامى. |
| منتزه أولورو- كاتا تجوتا الوطني        | View of a large red sandstone monolith against a sunset sky and flanked by two silhouetted trees                                                                        | إقليم شمالي أستراليا 25°20′S 131°00′E / 25.33°S 131°E                                                           | مختلط (v)، (vi)، (vii)، (viii)                    | 132,566 هكتار (327,580 أكر)        | 1987  | مدرج لأهميته الأثرية والثقافية، كونه يمثل للعلاقة الروحية للسكان الأصليين بالأرض. يعتبر تشكيلا الحجر الرملي الضخم في الحديقة، أولورو وكاتا-تجويا، مهمين روحيا لشعب أنانغو، ويشكلان جزءا من نظام معتقدات زمن الحلم. يعود تاريخ لوحات الكهوف الموجودة في أولورو إلى عشرات الآلاف من السنين. |
| المناطق الإستوائية الرطبة في كوينزلاند | Dense rainforest scene, with a small pool surrounded by ferns and moss-laden rocks                                                                                      | كوينزلاند، أستراليا 15°39′S 144°58′E / 15.65°S 144.97°E                                                         | طبيعي (vii)، (viii)، (ix)، (x)                    | 894,420 هكتار (2,210,200 أكر)      | 1988  | منطقة من الغابات الاستوائية المطيرة تنتشر على طول سلسلة غريت ديفايدينغ. تستضيف المنطقة مستوى استثنائيا من التنوع البيولوجي، مع ما لا يقل عن 85 نوعا مستوطنا وأعلى تركيز للأصناف البدائية في العالم. كما أنها منطقة مهمة للشقبانياتالفريدة والمهددة بالانقراض. |
| منطقة بحيرات ويلاندرا                  | Sandy ground fronting a strip of blue water on the horizon, with a piece of dead wood in foreground                                                                     | نيوساوث ويلز أستراليا 34°S 143°E / 34°S 143°E                                                                   | مختلط (iii)، (viii)                               | 240,000 هكتار (590,000 أكر)        | 1981  | موقع جيولوجي يحتوي على بقايا متحجرة من التكوينات الرملية. يتضمن أدلة أثرية استثنائية على استيطان الإنسان في الماضي منذ 45-60000 عام، بما في ذلك أقدم موقع لحرق الجثث في العالم، مستحاثات بحيرة مونغو. |

## القائمة مؤقتة
القائمة المؤقتة هي قائمة جرد للمواقع التراثية والطبيعية الهامة التي يفكر بلد ما في إدراجها في قائمة التراث العالمي. يمكن تحديث القائمة المؤقتة في أي وقت، ولكن الإدراج في القائمة المؤقتة شرط أساسي للنظر في الإدراج في القائمة الرئيسية.
| موقع                     | صورة | الموقع الجغرافي                                                                  | معايير                            | مساحة هكتار (فدان)          | سنة التقديم | وصف |
| ------------------------ | ---- | -------------------------------------------------------------------------------- | --------------------------------- | --------------------------- | ----------- | --- |
| حديقة جريت ساندي الوطنية |      | كوينزلاند أستراليا 25°39′00″S 153°00′00″E / 25.65000°S 153.00000°E               | طبيعي: (السابع) (الثامن) (التاسع) | 184,000 هكتار (450,000 أكر) | 2010        | امتدادًا لمنطقة جزيرة فريزر، سيشمل هذا الموقع العديد من الأجزاء الإضافية بما في ذلك قسم كولولا في حديقة جريت ساندي الوطنية، ومنطقة بريك سي سبيت، وخليج بلتيبوس، ومضيق ساندي العظيم/منطقة تين كان باي رامسار ومحمية وايد باي العسكرية. سيساهم هذا التوسيع في رفع قيمة جزيرة فريزر، حيث يشارك الكثير من الميزات الموجودة مسبقاً. ستساعد هذه المواقع الإضافية في توفير قصة حول طريقة تشكل أقدم تكوين للكثبان الساحلية في العالم. |
| غابات جندوانا المطيرة    |      | نيو ساوث ويلز كوينزلاند أستراليا 30°04′15″S 152°18′08″E / 30.07083°S 152.30222°E | طبيعي: (ثامنا) (التاسع) (العاشر)  | 268,678 هكتار (663,920 أكر) | 2010        | امتداد آخر للمنطقة الحالية. |
| منظر موروجوجا الثقافي    |      | أستراليا الغربية أستراليا                                                        | ثقافي: (الأول) (الثالث)           | 30,000 هكتار (74,000 أكر)   | 2020        | [ 77 ] |
| نطاقات فلندرز            |      | جنوب أستراليا أستراليا                                                           | طبيعي: (الثامن)                   |                             | 2021        | [ 78 ] |

## وصلات خارجية
- مركز التراث العالمي لليونسكو - الموقع الرسمي
- قائمة اليونسكو للتراث العالمي - الموقع الرسمي
- Worldheritage-Forum - معلومات ومدونات عن قضايا التراث العالمي